# كاستيلتيرسول
بلدية كاستيلتيرسول (بالكاتالانية: Castellterçol) هي إحدى بلديات مقاطعة برشلونة, والتي تقع في منطقة كاتالونيا، شرق إسبانيا.
يبلغ عدد سكانها 2.238 نسمة وفقاً لإحصائية سنة (2007).